# Ovaness Meguerdonian
Ovaness Meguerdonian (persisch آوانس مگردون; * 1929 in Teheran) ist ein ehemaliger iranischer Skirennläufer.

## Karriere
Meguerdonian vertrat den Iran zwischen 1958 und 1968 bei zwei Olympischen Winterspielen und vier Alpinen Skiweltmeisterschaften, wobei zu jener Zeit Olympische Winterspiele auch als Alpine Skiweltmeisterschaften gewertet wurden.
Sein bestes Ergebnis erreichte er bei den Weltmeisterschaften 1958 in Bad Gastein, wo er trotz einer Disqualifikation im Slalom den 29. Platz in der Alpinen Kombination erreichte.
Da die Alpinen Skirennen bei den Olympischen Winterspielen 1968 auch zum Alpinen Skiweltcup zählten, gab Meguerdonian dort am 9. Februar 1968 sein Debüt.
Nach diesen Rennen ist er nicht mehr als Sportler in Erscheinung getreten.

## Erfolge

### Olympische Winterspiele
- Innsbruck 1964: 64. Riesenslalom, 69. Abfahrt, DNQ Slalom
- Grenoble 1968: 69. Abfahrt, 73. Riesenslalom, DNQ Slalom

### Weltmeisterschaften
- Bad Gastein 1958: 29. Alpine Kombination, 60. Abfahrt[3],  61. Riesenslalom[4], DSQ Slalom
- Chamonix 1962: 44. Riesenslalom[5], 50. Abfahrt[6]
- Innsbruck 1964: 64. Riesenslalom, 69. Abfahrt, DNQ Slalom
- Grenoble 1968: 69. Abfahrt, 73. Riesenslalom, DNQ Slalom